# هاينريش لانغ (مهندس معماري)
هاينريش لانغ (بالألمانية: Heinrich Lang)‏ (و. 1824 – 1893 م) هو مهندس معماري، وأستاذ جامعي ألماني، ولد في نيكارغيموند، توفي في كارلسروه، عن عمر يناهز 69 عاماً.